# Шахта «Нова»
ДП Шахта «Нова» — вугільна шахта міста Торецька, нині закрита.

## Історія
Стала до ладу у 1962 р з виробничою потужністю 200 тис. т/рік. Входила до ВО «Торецьквугілля».
Фактичний видобуток у 1999 р. склав 140 тис. т. У 2000 р. середньодобовий видобуток вугілля — 378 т. У 2003 р. видобуто 86 тис.т вугілля.
Максимальна глибина 715 м (2000). Віднесена до небезпечних за раптовими викидами вугілля і газу. Небезпечна щодо вибуховості вугільного пилу.
Шахтне поле розкрите двома вертикальними стволами до горизонту 515 м, двома — до горизонту 715 м, одним «сліпим» стволом — до горизонту 615 м і головними квершлаґами на горизонтах. Пласти крутого падіння — 36-60°, потужністю 0,45-1,10 м.
У 2004 році шахта була переведена до III групи, виведена зі складу ДП «Торецьквугілля» і в 2006 році у зв'язку із відпрацюванням запасів передана в реструктуризацію на закриття.
Адреса: 85200, м.Торецьк, Донецької обл.